# Trg generala Maistra (Maribor)

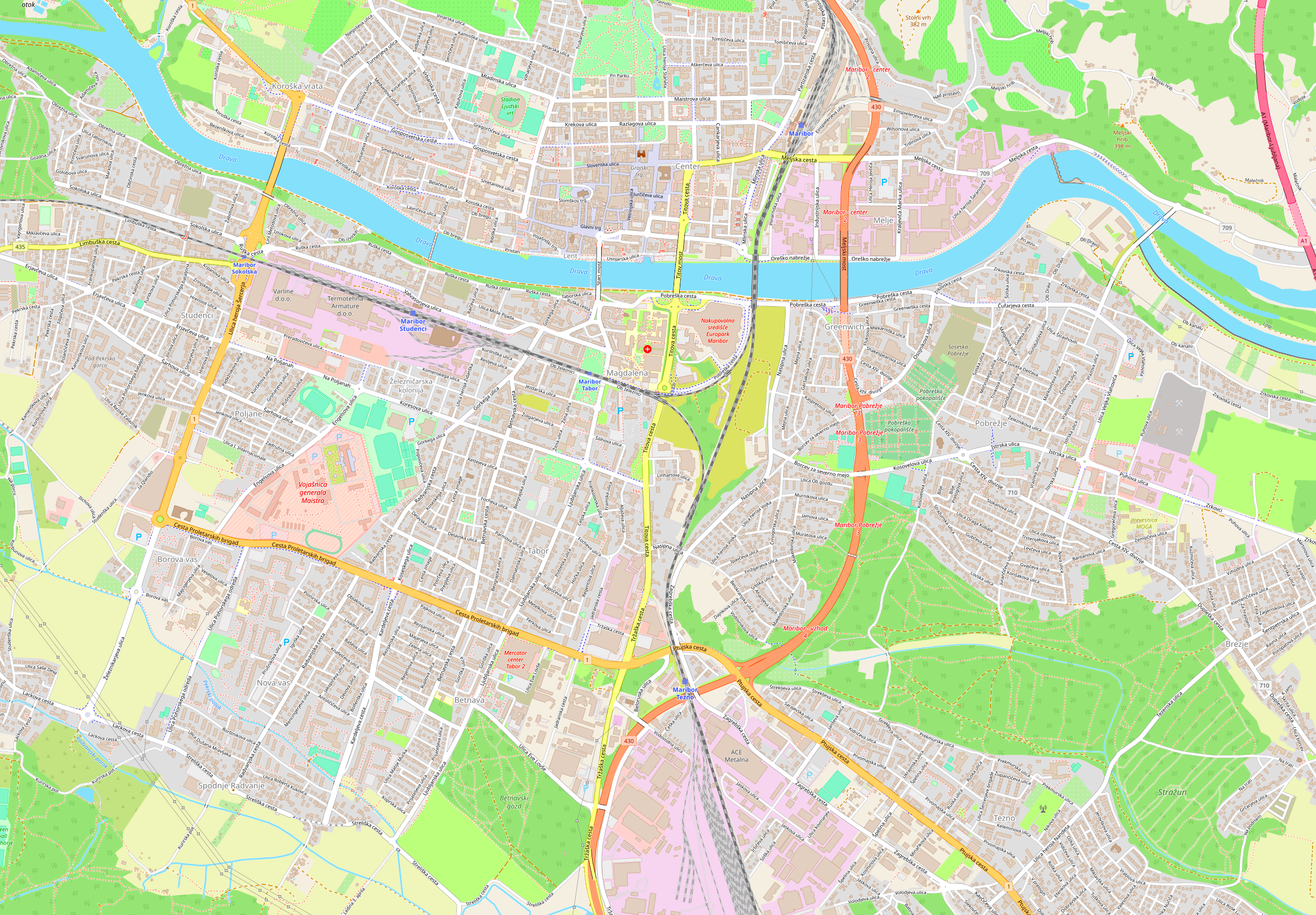

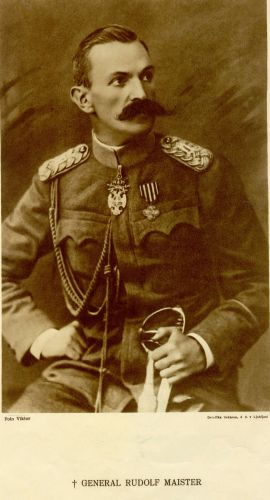
Viktor Kunc: Rudolf Maister (etwa 1910)

Trg generala Maistra, auch Maistrov trg genannt (deutsch: General-Maister-Platz), ist der Name eines Platzes in Maribor, Slowenien. Er ist benannt nach dem slowenischen Offizier Rudolf Maister (1874 bis 1934).

## Geschichte
Der Platz wurde um 1850 als Park angelegt. Zur Zeit Österreich-Ungarns wurde hier ein monumentales Denkmal für den berühmten Admiral Wilhelm von Tegetthoff errichtet und der Platz erhielt den Namen Tegetthoff-Platz. An der Enthüllung des Denkmals nahm Kaiser Franz Joseph I. selbst teil. Nach dem Ersten Weltkrieg wurde der Platz in Jugoslovanski trg umbenannt, das Tegetthoff-Denkmal wurde entfernt.
In den Jahren 1935 und 1936 baute die serbisch-orthodoxe Kirchengemeinde die Kirche St. Lazarus. Unmittelbar nach Beginn der Besatzung im Jahr 1941 wurde diese orthodoxe Kirche von den deutschen Besatzungsbehörden abgerissen. Der Platz wurde erneut Tegetthoff-Platz benannt.1945 wurde dem Platz der Name Leninov trg gegeben. Im Jahr 1987 wurde ein Denkmal in Erinnerung an Rudolf Maiser aufgestellt. 1993 erhielt der Platz seinen heutigen Namen.

## Lage
Der Trg generala Maistra trg liegt nördlich des Mariborski Grad in Maribor. Er wird im Norden begrenzt von der Razlagova ulica.

## Abzweigende Straßen
Krekova ulica und Ulica heroja Tomšiča im Nordwesten, Ulica heroja Staneta im Nordosten, Gregorčičeva ulica und Grajska ulica im Südwesten. Im Südosten geht der Platz in den Trg svobode über.

## Bauwerke und Einrichtungen
- Schloss Maribor
- Gymnasium Maribor I
- Verwaltungsgebäude der Stadtgemeinde Maribor